# Mesoidelia riphaea

Mesoidelia riphaea  (лат.) — ископаемый вид насекомых из семейства Mesorthopteridae (отряд Grylloblattida).  Пермский период (Мутовино, ярус Poldarsa, возраст находки 254—259 млн лет), Россия, Вологодская область (60.6° N, 45.6° E).

## Описание
Длина переднего крыла — 14,0 мм.  Сестринские таксоны: Mesoidelia gorochovi, M. faceta, M. semota, M. procera, M. ignorata. Вид был впервые описан в 2014 году российским палеоэнтомологом Д. С. Аристовым (Палеонтологический институт РАН, Москва) по ископаемым отпечаткам.